# 锈花蟹蛛
锈花蟹蛛（学名：Xysticus ferrugineus）为蟹蛛科花蟹蛛属的动物。在中国，分布于西藏等地。该物种的模式产地在欧洲。其种加词“ferrugineus”意为“锈色的”、“深红色的”。